# Vogti (Vougourwati)
Vogti (Vougourwati) est un village de la commune de Mayo-Baléo situé dans la région de l'Adamaoua et le département du Faro-et-Déo, à proximité de la frontière avec le Nigeria.

## Population
Lors du recensement de 2005, le village comptait 280 personnes, 120 de sexe masculin et 160 de sexe féminin.